# Phlyctibasidium polyporoideum
Phlyctibasidium là một chi nấm trong lớp Agaricomycetes. Chi này chưa được xếp vào một bộ hay họ nấm cụ thể nào do vị trí phân loại chưa chắc chắn. Loài duy nhất trong chi nấm là loài Phlyctibasidium polyporoideum.